# Le Vol du dragon
Cet article concerne le roman de science fantasy. Pour le téléfilm d'animation, voir Le Vol du dragon (téléfilm).
Le Vol du dragon (titre original : Dragonflight) est un roman de science fantasy de l'écrivain américaine Anne McCaffrey appartenant au cycle de La Ballade de Pern. C'est le premier roman du cycle. Il est composé de quatre parties : La Quête du Weyr, Le Vol du dragon, Poussières et Le Froid interstitiel. La première partie, La Quête du Weyr , reçut le prix Hugo du meilleur roman court 1968.

## Origines
Deux composantes du Vol du dragon sont des nouvelles primées publiées par Analog, un magazine de science-fiction.  Le premier segment, La Quête du Weyr, illustré par John Schoenherr, a été l’histoire en couverture du numéro d’octobre 1967.  Le second segment, Le Vol du dragon, paru en deux parties, fut édité dès décembre 1967.
La Quête du Weyr montre une jeune femme nommée Lessa recrutée pour établir un lien télépathique avec une reine dragon nouvellement éclose, devenant un chevalier-dragon, et un leader de la communauté du Weyr sur la planète fictive de Pern.  Le Vol du dragon présente l’évolution de la reine dragon de Lessa, Ramoth, et de leur entraînement ensemble.  L’éditeur d’Analog John W. Campbell avait demandé «à voir des dragons se battre  contre les Fils», une menace venue de l’espace contre Pern, et il a aussi suggéré du voyage temporel.  En réponse, McCaffrey a écrit une troisième histoire intitulée Poussières, qui n’a pas été publiée séparément, mais qui apporte du matériel crucial au roman. 

## Résumé
Il y a quatre cents révolutions (années pernaises) que les Fils ne sont plus tombés. Il ne reste plus qu'un seul Weyr, celui de Benden, à la surface de Pern. Quand Lessa, du fort de Ruatha marque la dernière reine dragon, Ramoth, le chevalier-bronze F'lar lui apprend qu'il faut protéger la planète, car dans moins de trois révolutions le neuvième Passage des Fils va commencer... Et il n'y a plus assez de dragons pour sauver Pern.

### Première partie: La Quête du Weyr
Le récit est raconté alternativement par les yeux de Lessa, et de F'lar. Le chevalier-bronze F'lar et son escadrille visitent les Forts du nord-ouest de Pern, pour trouver des candidates au titre de Dame du Weyr. Lessa parvient à provoquer un duel entre F'lar et le tyrannique Fax. Choisie par F'lar comme prétendante valable, elle est escortée au Weyr de Benden. Élue par la reine-dragon Ramoth après son éclosion, Lessa devient la nouvelle Dame du Weyr.

### Deuxième partie: Le Vol du Dragon
Lessa apprend les traditions et règles du Weyr. Les tensions montent entre R'gul, le maître du Weyr, et certains chevaliers-dragons insatisfaits par son attitude réservée. Ayant terminé sa croissance, Ramoth effectue son premier vol nuptial et s'accouple avec Mnementh, faisant de son maître F'lar le nouveau Chef du Weyr. Une attaque des Seigneurs des Forts est déjouée par la ruse de F'lar. Pendant ce temps, le passage des Fils semble se rapprocher.

### Troisième partie: Poussières
F'lar enseigne à Lassa l'apprentissage du vol et le passage par l'Interstice. En se déplaçant à Ruath, Lessa se retrouve dans son passé, et réalise la capacité d'utiliser l'interstice pour se téléporter dans le temps. Les patrouilles des chevaliers-dragon découvrent des pluies de poussières noires, qui annoncent les premières chutes de Fils. F'lar lance les dragons dans la première bataille contre les Fils. Le vieux instructeur C'gan y trouve la mort. Lessa et F'lar développent le plan d'envoyer une portée de jeunes dragons dans le passé, afin de les faire arriver à maturité et fournir des renforts.

## Personnages
- Lessa, le personnage principal, une jeune femme intrépide et volontaire. Au début du récit, elle vit au Fort de Ruatha où elle mène une existence d'humble servante. Elle est toutefois la descendante de la lignée des Seigneurs de Ruatha. Lorsqu'elle avait onze ans, un Seigneur rival nommé Fax a envahi Ruatha, et massacré sa famille. Elle a survécu en se cachant dans la tanière du gueyt de garde, avec qui elle communique grâce à son don de télépathie.
- F'lar, un chevalier-bronze, chef d'une escadrille de douze chevaliers-dragon. Il est secondé par F'nor, son demi-frère, un chevalier-brun. À la suite de la mort de Jora, la Dame du Weyr, il a été envoyé en quête d'une nouvelle prétendante à ce titre. F'lar se distingue par sa profonde croyance aux Lois du Weyr.
- Fax, Seigneur de sept Forts : Hautes Terres, Nabol, Crom, Ruatha... qu'il a conquis par la force pour la plupart. Son épouse est Dame Gemma, originaire du Fort de Crom.
- Lytol, un ancien chevalier-dragon, dont le dragon est mort des suites d'un accident de vol. Il a dû s'exiler du Weyr, et s'est installé dans les Hautes-Terres. Au début du récit, il occupe une fonction dans l'Atelier des Tisserands du Fort de Fax.

## Adaptation
Le livre a été adapté en bande dessinée par Brynne Chandler au format roman graphique.